# Минчин, Абрам
Абрам Минчин (фр. Abraham Mintchine; 4 апреля 1898, Киев — 25 апреля 1931, Ла-Гард) — французский художник.

## Биография
Родился в еврейской семье. В 13 лет обучался ювелирному искусству. Начал рисовать в 16 лет. Есть предположение, что в 1914 году он учился в Киевской академии у Александры Экстер. С 1923 жил в Берлине, был сценографом и художником по костюмам в Еврейском театре.
В 1926 году переехал в Париж, сблизился с Шагалом, Сутиным, Ларионовым, Гончаровой. Первая персональная выставка — в 1929.
В конце 1920-х переехал из Парижа в небольшой город Ла-Гард, недалеко от Тулона.
Умер от сердечного приступа во время работы над картиной «Холм с красными цветами». Его ретроспективная выставка была организована во дворце Тюильри.

## Наследие и признание
Позднее работы Минчина, развивающие достижения кубизма и экспрессионизма, в наибольшей мере близкие к Сутину и Мане-Кацу (собственно Эммануэль Кац, 1894—1962), с успехом экспонировались в Лондоне, Глазго, Нью-Йорке, Бергамо, Милане, Риме, Хайфе. Большая ретроспективная выставка Минчина прошла в 2000 в парижском Монпарнасском Музее, в 2004 — «Погибший ангел Монпарнаса» — в галерее Микеланджело в Бергамо.